# 祈普敦
祈普敦（英語：Sam Clipperton；1994年1月22日—），人稱「小祈」、「敦哥」、「敦仔」、「Sam哥」、「旗袍燈」，前澳洲騎師。

## 簡歷
祈普敦是澳洲籍騎師，被譽為澳洲馬壇近年最有前途的新星之一。祈普敦於2010年開始展開其騎師生涯，當時他跟隨殿堂級練馬師昆頓學藝，以見習騎師身份於新南威爾斯上陣，並於2012-2013年度及2013-2014年度連續兩個馬季榮膺悉尼冠軍見習騎師。2011年，祈普敦在玫瑰崗馬場主策「旺東」攻下節日錦標，取得他從騎以來的首項級制賽錦標。2016年3月12日，祈普敦憑策騎恩師昆頓馬房的坐騎「偷偷看」攻下一級賽古摩亞經典大賽 ，令他首嚐一級賽勝果。2016年4月16日，祈普敦憑策騎活侯夫人馬房的坐騎「英利殊」攻下另一項一級賽全齡錦標。

## 在港策騎生涯
2016年7月7日，祈普敦獲香港賽馬會牌照委員會發出馬會騎師牌照，准許他由2016年7月11日至2016年12月3日在香港上陣。2016年9月3日，祈普敦首度在沙田馬場上陣，並獲安排策騎「歡樂三笑」、「飛來猛」、「常拼常勝」、「搖錢樹」、「銀城福星」、「安喜」、「閃耀駿駒」及「再出奇」八匹坐騎。2016年9月11日，祈普敦於沙田馬場首場賽事憑策騎何良馬房的「祥勝駿駒」獲勝，取得他在香港發展的首場勝仗。同日，祈普敦憑策騎約翰摩亞馬房的「駿馬翹楚」再下一城，成功「起孖」。2016年10月1日，祈普敦於沙田馬場先後憑策騎「海翡翠」、「傲飛星 」及「醒蹄飛」取勝，個人首次在港單日贏出三場頭馬，可惜最終僅以4分之差不敵莫雷拉，未能首度封騎師王。
2016年11月1日，祈普敦獲香港賽馬會牌照委員會延長其馬會騎師牌照至2016-2017年度馬季結束為止。2016年11月6日，祈普敦憑策騎約翰摩亞馬房的「蓋世之寶」取勝，爆出82倍大冷門。2016年11月27日，祈普敦憑策騎方嘉柏馬房的「勢必跑」取勝，攻下其士盃，首次在港取得第一班賽事勝仗。2017年1月30日農曆新年年初三賽馬日，祈普敦先後憑策騎「龍船鼓響」、「無敵飛龍 」及「喜旺寶」取勝，個人在港首度勝出騎師王，當中他在第八場賽事策騎約翰摩亞馬房的「無敵飛龍」更攻下第一班賽事賀年盃。祈普敦首季在港上陣已經取得不俗的成績，當中他獲得約翰摩亞給予不少實力坐騎支持，兩人亦合作無間，季內勝出多場賽事。而約翰摩亞亦公開表示非常欣賞祈普敦，並視他為其馬房團隊成員之一。
2017年6月4日，祈普敦於沙田馬場憑策騎約翰摩亞馬房的「喜旺寶」攻下三級賽獅子山錦標，贏得個人在港首項級制賽錦標。
2016-2017年度馬季，祈普敦合共取得40場頭馬勝仗，位列騎師榜第五位。
2018年10月10日，祈普敦於跑馬地馬場第三場賽事憑策騎方嘉柏馬房的「電子大師」取勝，替練者取得在港第800頭馬勝仗。
2018年10月21日，祈普敦於沙田馬場夥拍蔡約翰馬房的短途新星「旺蝦王」出戰二級賽精英碗，座騎在他胯下從容地貼欄領放，最終以一又四分一馬位之先擊敗「五十五十」攻下精英碗，個人在港首度勝出二級賽。
2018年-2019年度馬季，祈普敦的支持度明顯下降，季內更加有數個賽日出現在無需停賽及沒有受傷的情況下因沒有座騎而需要缺陣，令其成績大幅度下滑。2019年1月22日，祈普敦決定向香港賽馬會交還騎師牌照，並於2019年1月31日起正式生效。不過，由於祈普敦於1月30日賽馬日沒有獲得座騎，故他決定提早於1月27日沙田賽馬日後離港。
2018-2019年度馬季，祈普敦勝出4場頭馬，在港累積62場頭馬，其在港最後一場頭馬在2018年11月14日於跑馬地馬場憑策騎蘇保羅馬房的「金如意」取得。祈普敦離港後，會返回澳洲繼續其策騎事業，並於2019年2月1日在肯德百里馬場上陣。

## 離港後策騎生涯
2019年2月5日，祈普敦於甘柏拉馬場憑策騎麥菲文馬房的Swiss勝出，取得返回澳洲發展後的首場頭馬。
2024年12月16日，祈普敦在個人社交網站宣佈正式掛靴，結束15年的策騎生涯。

## 主要勝出賽事
澳洲
- 全齡錦標（英语：All Aged Stakes） - (1) -  英利殊 (2016)
- 古摩亞經典大賽（英语：Coolmore Classic） - (1) -  偷偷看 (2016)
- 東奔一萬錦標（英语：Doomben 10,000） -  (1) - 滿志 (2022)
- 京士福史密夫盃（英语：Kingsford-Smith Cup） - (1) - 想一下 (2023)
- 史德布克讓賽（英语：Stradbroke Handicap） - (1) - 想一下 (2023)

- 奔向玫瑰錦標（英语：The Run To The Rose） - (1) -  Exosphere (2015)
- 湛士福錦標（英语：Chelmsford Stakes） - (1) -  得意洋洋 (2015)
- 茶玫瑰錦標（英语：Tea Rose Stakes） - (1) -  大珠小珠 (2015)
- 珀斯薛基錦標（英语：Percy Sykes Stakes） - (1) - 土耳其族 (2015)
- 山倫讓賽（英语：Shannon Stakes） - (1) - 治國良玉 (2015)
- 金吊墜錦標（英语：Golden Pendant） - (1) - 偷偷看 (2015)
- 金玫瑰預賽（英语：The Run To The Rose） - (1) - 外氣層 (2015)
- 阿積斯錦標（英语：Ajax Stakes） - (1) -  有點兒 (2016)
- 皇治錦標三歲馬短途賽（英语：Arrowfield 3YO Sprint） - (1) - 滿志 (2022)
- 銀拖鞋錦標（英语：Silver Slipper Stakes） - (1) - Best Of Bordeaux (2022)
- 香檳經典錦標（英语：Champagne Classic (BRC)） - (1) -  Swiss Exile (2022)
- 首演錦標（英语：Premiere Stakes） - (1) - 想一下 (2023)

- 節日錦標（英语：Festival Stakes (ATC)） - (1) - 旺東 (2011)
- 和諧錦標（英语：Concorde Stakes (Australia)） - (1) -  Wouldnt It Be Nice (2014)
- 伊邦娜錦標（英语：Epona Stakes） - (1) - 融洽瞬間 (2014)
- 澳洲小玩意錦標（英语：Gimcrack Stakes (ATC)） - (1) - 碲金礦 (2014)
- 抱負讓賽（英语：Aspiration Quality） - (1) - Adorabeel (2015)
- 日本中央競馬會碟（英语：Japan Racing Association Plate） - (1) - 浪人寶鑽 (2015)
- 總理盃（英语：Premier's Cup (ATC)） -  (1) - 神來之風 (2015)
- 草地之花錦標（英语：Belle of the Turf Stakes） - (1) - Ammirata (2016)
- 貝堯錦標（英语：P J Bell Stakes） - (1) - 好言安慰 (2017)
- 南十字錦標（英语：Southern Cross Stakes） - (1) - 大廈柱石 (2019)
- 薛活德錦標（英语：Neville Sellwood Stakes） - (1) - Taikomochi (2019)
- 黑寶石經典賽（英语：Dark Jewel Classic） - (1) - 道別之時 (2019)
- 鶴斯百里堅尼（英语：Hawkesbury Guineas） - (1) - Exoboom (2021)
- 熱望錦標（英语：Angst Stakes） - (1) - 目光如鏡 (2021)
- 生日卡錦標（英语：Birthday Card Stakes） - (1) - 煥神采 (2022)
- 嘉諾百利錦標（英语：Canonbury Stakes） - (1) - Best Of Bordeaux (2022)
- 天高錦標（英语：Sky High Stakes） - (1) -  管領牧場 (2022)
- 貝費迪經典賽（英语：Fred Best Classic） - (1) - Vilana (2022)
- 明朝錦標（英语：Ming Dynasty Quality Handicap） -  (1) -  黃金地帶 (2022)
- 春季錦標 - (1) - Pierossa (2022)
- 利物浦城盃（英语：Liverpool City Cup）  - (1) - 想一下 (2023)
- 羅克斯錦標（英语：Adrian Knox Stakes） - (1) - Arts (2023)

- 城市達德素會盃  - (1) -  Crafty Irna (2012) [15]
- 高萊利錦標  - (2) -  波士里 (2013)、滿志 (2021) [16]
- 澳洲賽馬會盃 - (1) - 來者不善 (2014) [17]
- 坎培拉盃  - (1) -  Faust (2015)[18]
- 滿羅錦標  - (2) -  偷偷看 (2015)、滿志 (2022) [19]
- 冬季盃  - (1) -  天命之吻 (2019) [20]
- 柯布利金盃  - (1) -  Entente (2021) [21]
- 柏拉馬塔盃 - (1) - 西岸名城 (2021) [22]
- 哥士福金盃  - (1) -  共治君王 (2022) [23]
- 南太平洋經典賽  - (1) - Vilana (2022) [24]
- 兼併目標錦標 - (1) - Think About It (2023) [25]
- 珠穆朗瑪峰錦標 - (1) - 想一下 (2023)

- 澳洲賽馬會聖烈治錦標（英语：AJC St Leger） - (1) - 管領牧場 (2022)

 香港
- 精英碗 - (1) - 旺蝦王 (2018)

- 獅子山錦標 - (1) - 喜旺寶 (2017)

- 其士盃 - (1) - 勢必跑 (2016)
- 賀年盃 - (1) -  無敵飛龍 (2017)
- 港澳盃 - (1) -  無敵飛龍 (2017)

## 成就
- 悉尼冠軍見習騎師 - (2) - (2012/2013年度、2013/2014年度馬季)

## 在港策騎成績
| 年度        | 冠 | 亞 | 季 | 殿 | 第五 | 出賽次數 | 所贏獎金（港元） | 備註     |
| ----------- | -- | -- | -- | -- | ---- | -------- | ---------------- | -------- |
| 2016 - 2017 | 40 | 38 | 31 | 47 | 34   | 492      | $ 45,745,250     | 策騎首季 |
| 2017 - 2018 | 18 | 27 | 26 | 21 | 22   | 341      | $ 35,485,300     | 第2季    |
| 2018 - 2019 | 4  | 8  | 11 | 10 | 16   | 116      | $ 14,374,850     | 第3季    |
| 總計        | 62 | 73 | 68 | 78 | 72   | 949      |                  |          |

## 在港策騎資料
|                | 日期          | 賽事                                      | 場地 | 馬場     | 馬名     | 練馬師   | 名次 | 獨贏賠率 |
| -------------- | ------------- | ----------------------------------------- | ---- | -------- | -------- | -------- | ---- | -------- |
| 初出賽         | 2016年9月3日  | 第五班 - 1200米                           | 草地 | 沙田馬場 | 歡樂三笑 | 霍利時   | 12   | 66       |
| 首勝利         | 2016年9月11日 | 第五班 - 1000米                           | 草地 | 沙田馬場 | 祥勝駿駒 | 何良     | 1    | 6.4      |
| 級際賽初出賽   | 2016年10月1日 | 三級賽 - 1400米（慶典盃）                 | 草地 | 沙田馬場 | 喜蓮獎星 | 約翰摩亞 | 10   | 7.9      |
| 級際賽首勝利   | 2017年6月4日  | 三級賽 - 1600米（獅子山錦標）             | 草地 | 沙田馬場 | 喜旺寶   | 約翰摩亞 | 1    | 2.4      |
| 一級賽初出賽   | 2017年1月30日 | 一級賽 - 1600米（董事盃）                 | 草地 | 沙田馬場 | 明月千里 | 約翰摩亞 | 6    | 9.1      |
| 一級賽首勝利   | —             | —                                         | —    | —        | —        | —        | —    | —        |
| 四歲系列初出賽 | 2017年1月22日 | 四歲系列經典賽 - 1600米（香港經典一哩賽） | 草地 | 沙田馬場 | 共創更好 | 約翰摩亞 | 12   | 58       |
| 四歲系列首勝利 | —             | —                                         | —    | —        | —        | —        | —    | —        |

## 外部連結
- 騎師資料 祈普敦 （页面存档备份，存于）